# Alma Martínez
Alma Socorro Martínez Torres (22 de setembro de 1981) é uma futebolista mexicana que atua como meia.

## Carreira
Alma Martínez representou a Seleção Mexicana de Futebol Feminino, nas Olimpíadas de 2004.